# Arabella Denny
Arabella Denny, née Arabella Fitzmaurice (1707–1792), est une philanthrope irlandaise, fondatrice de la structure dérivée en Couvent de la Madeleine pour filles protestantes, le premier de ces asiles ayant ouvert dans Leeson Street à Dublin en 1765.

## Biographie

### Enfance et famille
Arabella Fitzmaurice naquit dans le Comté de Kerry, fille cadette de Thomas FitzMaurice (1er comte de Kerry), et d'Anne Petty (fille de sir William Petty). Adolescente, elle tenait un petit dispensaire pour les fermiers du domaine de son père. Elle épousa le colonel Arthur Denny, membre du Parlement pour le Kerry, le 26 août 1727. Lady Arabella devint veuve à l'âge de 35 ans. L'un de ses neveux, William Petty fut premier ministre de  Grande-Bretagne.
Lady Arabella vécut à Blackrock (Dublin) dans la Peafield Cliff House (aujourd'hui Lios an Uisce/Lisnaskea House), là où John Wesley, fondateur et leader de l'Église Méthodiste, vint la rencontrer en 1783.

### Philanthropie
Lady Arabella Denny était une bienfaitrice de l'hôpital pour enfants trouvés de Dublin, qui avait été établi afin de prendre soin des enfants orphelins ou abandonnés en raison de leur pauvreté ou de leur illégitimité. En 1760, elle introduisit une horloge à l'Atelier de Dublin ; celle-ci fut placée dans la nursery pour enfants trouvés et utilisée pour réguler l'alimentation des enfants.
Elle participa à la réforme de l'hôpital et en fut remerciée en 1764 par les Oireachtas pour son « extraordinaire bonté et charité ». Elle travaillait auprès de la Royal Dublin Society, contribuant à l'introduction de la confection de dentelles dans les ateliers, plus particulièrement auprès des enfants. 
En reconnaissance pour son travail auprès des pauvres, la Freedom of the City of Dublin (en) lui fut conférée en 1765. Elle devint membre honoraire élue de la Société de Dublin en 1766.

### Asile Madeleine de Leeson Street
Son travail à l'Hôpital des Enfants Trouvés la mit en contact avec des jeunes femmes au désespoir de se trouver forcées, à abandonner leurs enfant, maison, et famille. En juin 1767 elle fonda un couvent de la Madeleine pour filles protestantes sur Leeson Street, qui servait de maison pour femmes déchues ou prostituées pénitentes ; elles y trouvait un gîte, des habits, leur nourriture et une instruction religieuse. Ce fut la première institution charitable de ce type en Irlande, et elle devint un modèle pour des institutions de ce type à travers tout le pays,.
En 1773, elle fonda la Chapelle Madeleine, fréquentée par beaucoup de la haute société dublinoise.
La gouvernance de l'Asile Madeleine, devenu le Fidéicommis Leeson Street, qui fut nommé en son honneur le Fidéicommis Lady Arabella Denny, organisation caritative toujours enregistrée à ce jour. The Protestant Adoption Society nomma son bureau Maison Arabella en l'honneur de celle-ci. [citation nécessaire]
Lady Denny établit aussi un hospice à Tralee.

### Retraite et décès
Arabella Denny prend sa retraite en 1790 et meure à Dublin le 18 mars 1792. Elle souffrait d'une phobie de l'enterrement de vivants et laissa des instructions selon lesquelles elle ne devait être ôtée de son lit de mort qu'après 72 heures au moins.